# Beata Anna Schmutz
Beata Anna Schmutz (* 5. Mai 1975 in Danzig) ist eine deutsch-polnische Dramaturgin und Theaterregisseurin.

## Leben
Beata Anna Schmutz studierte zunächst Germanistik an der Universität Danzig, setzte ihre Ausbildung mit einem Studium der Kunstgeschichte, Erziehungswissenschaft und Literaturwissenschaft an der Universität Heidelberg fort und absolvierte zudem die Weiterbildung Theater- und Musikmanagement an der Ludwig-Maximilians-Universität München. Von 2000 bis 2005 arbeitete sie als Kunstvermittlerin und Kunsthistorikerin an der Kunsthalle Mannheim und als künstlerische Leiterin theater-, kunst- und medienpädagogischer Projekte. Von 2005 bis 2016 war sie kulturpädagogische Mitarbeiterin der Stadt Heidelberg am Haus der Jugend, wo sie die Bereiche Kunst und Theater leitete. 2005 gründete sie das Theater- und Performance-Kollektiv Theater Performance Kunst RAMPIG, das sie seitdem künstlerisch leitet. Seit 2006 arbeitet sie als freie Regisseurin und Dramaturgin und erhält Hochschullehraufträge in den Bereichen Ästhetische Bildung, Postdramatisches Theater und Performance. Von 2016 bis 2018 leitete Beata Anna Schmutz die Sparte Volkstheater am Badischen Staatstheater Karlsruhe. Seit 2018 ist sie künstlerische Leiterin des Mannheimer Stadtensembles am Nationaltheater Mannheim. Seit 2017 ist sie zudem Mitglied des Vorstands der Dramaturgischen Gesellschaft, seit 2019 Mitglied des FrauenKulturRats der Stadt Mannheim und seit 2022 Mitglied der Jury des Fonds Darstellende Künste. Beata Anna Schmutz ist spezialisiert auf partizipatorische Arbeiten, Community Art und zeitgenössische Formen von Schauspiel und Performance im Kontext von Rauminstallationen.